# Elymus aristiglumis
Elymus aristiglumis är en gräsart som först beskrevs av Yi Li Keng och Shou Liang Chen, och fick sitt nu gällande namn av Shou Liang Chen. Elymus aristiglumis ingår i släktet elmar, och familjen gräs.
Artens utbredningsområde är Tibet. Inga underarter finns listade i Catalogue of Life.